# Germano Bruni
Germano Bruni (* 23. November 1850 in Bellinzona; † 6. Dezember 1932 ebenda) war ein Schweizer Jurist und Politiker (Liberale).

## Leben

### Familie
Germano Bruni gehörte zur Familie Bruni, die ursprünglich aus Olivone stammte, und war der Sohn des Juristen und Politikers Ernesto Bruni.
Er war mit Amina (geb. Molo) verheiratet; gemeinsam hatten sie mehrere Töchter.
Germano Bruni starb an den Folgen eines Sturzes.

### Werdegang
Germano Bruni besuchte das Lyzeum in Lugano und immatrikulierte sich zu einem Studium der Rechtswissenschaften an der Universität Genf; er promovierte dort 1871.
Nach Beendigung des Studiums war er in Bellinzona als Rechtsanwalt tätig.
Von 1895 bis 1899 war er Staatsanwalt, seit 1905 Richter am Kassationsgericht und von 1911 bis 1922 Präsident des Strafgerichts des Kantons Tessin; 1915 hatte er unter anderem den Vorsitz der Verhandlung in dem Strafprozess gegen die Hauptverantwortlichen des Konkurses der Bank Credito Ticinese, zu denen auch der Verwaltungsratspräsident Giuseppe Volonterio (1844–1921) gehörte, der zu zwei Jahren Gefängnis verurteilt wurde.
Nachdem Germano Bruni wegen der Abschaffung des Strafgerichts aus dem Justizwesen ausgeschieden war, nahm er seine Tätigkeit als Rechtsanwalt wieder auf.

### Politisches Wirken
Germano Bruni war ein Freidenker.
1886 bildete er gemeinsam mit Valentin Molo und Curzio Curti ein Komitee, das sich für ein Referendum einsetzte, um gegen das Kirchengesetz vorzugehen.
Er gehörte zu den Wortführern der radikalen Strömung und propagierte den Sturz der konservativen Regierung, die dann am 11. September 1890 zum Tessiner Putsch führte, an dem er aktiv mitwirkte.
Germano Bruni wurde Mitglied der provisorischen Regierung, die sich nach dem Putsch gebildet hatte und beteiligte sich seit 1891 an den Arbeiten des Verfassungsrats zur Erstellung eines Verfassungsentwurfs; 1892 wurde er dort Wortführer der äussersten Linken. Wegen seiner Beteiligung am Putsch, gehörte er zu den Angeklagten in einem Prozess in Zürich, in dem er sich selbst verteidigte; der Prozess endete mit einem Freispruch.
Als Verfassungsrat beteiligte er sich an den Diskussionen der verfassungsgebenden Versammlung, von der Abstimmung über die Emigranten bis zur Ernennung der Regierung durch das Volk und der Wahl des Grossen Rates, für die er das System der absoluten Mehrheit mit der Rückkehr zu den 58 Kreisen befürwortete, im Gegensatz zum Verhältniswahlrecht, das er für unmoralisch hielt. Einige dieser Reformen unterstützte er auch in offenem Widerspruch zu seinen politischen Freunden, denn er war ein Verfechter der immer stärkeren Ausdehnung der Volksrechte; ein Grundsatz, den er so strikt durchsetzen wollte, dass er eines Tages befürchtete, in seiner Stadt könnte anstelle der Gemeindeversammlung, in der die Volkssouveränität deutlicher und direkter zum Ausdruck kam, der Gemeinderat eingeführt werden.
Vom 4. Dezember 1893 bis zu seinem Rücktritt am 6. Dezember 1896 war er Nationalrat; ihm folgte Filippo Rusconi; in dieser Zeit sass er von 1893 bis 1894 dem Parteivorstand der Radikal-Liberalen (siehe Freisinnig-Demokratische Partei) vor.
Er war von 1901 bis 1909 Grossrat und wurde dort 1905 zum Vizepräsidenten und 1906 zum Präsidenten gewählt.
1907 wurde er zum Kommissionspräsidenten der Kommission gewählt, die an Stelle des Grossen Rats zur Erledigung von verwaltungsgerichtlichen Rekursen eingesetzt wurde.
Er wurde 1907 zum Präsidenten des Stadtrats von Bellinzona gewählt.
1908 setzte er sich mit einer Motion für die Verbesserung des Schulgesetzes ein.

## Mitgliedschaften
Germano Bruni war Ehrenmitglied der Società Demopedeutica (Verein für Volkserziehung).